# Bạch tuộc
Bạch tuộc là một loại động vật không xương sống với thân ngắn, mềm, hình ôvan (oval), thuộc bộ Octopoda sống dưới đáy biển. Có khoảng 299 đến 300 loài bạch tuộc trên Trái Đất, chiếm hơn 1/3 tổng số động vật thân mềm.

## Sinh lý học
Bạch tuộc có 8 chi dạng xúc tu, đặc điểm này được thể hiện trong tên khoa học của chúng, gốc từ tiếng Hy Lạp: ὀκτώπους (oktōpous) có nghĩa là "tám chân".. Những cánh tay này là một kiểu buồng thủy tĩnh học cơ bắp. Không như đa số những động vật thân mềm khác, phần lớn loài bạch tuộc trong phân bộ Incirrina có những thân thể trọn vẹn mềm mà không có bộ xương trong. Chúng không có vỏ ở ngoài bảo vệ như ốc hay bất kỳ vết tích nào của vỏ hoặc xương bên trong, như mực biển hay mực ống. Một vật giống như mỏ vẹt là bộ phận cứng cáp duy nhất của bạch tuộc. Nó giúp loài bạch tuộc len qua những kẽ đá ngầm khi chạy trốn kẻ thù. Những con bạch tuộc trong phân bộ Cirrina có hai vây cá và một vỏ bên trong làm bớt đi khả năng chui vào những không gian nhỏ.
Bạch tuộc có vòng đời tương đối ngắn, có loài chỉ sống được 6 tháng. Loài bạch tuộc khổng lồ ở Bắc Thái Bình Dương có thể sống tới 5 năm trong điều kiện lý tưởng. Tuy nhiên, sinh sản là một trong những nguyên nhân gây ra sự ngắn ngủi của vòng đời: những con bạch tuộc đực có thể chỉ sống được vài tháng sau khi kết bạn, và những con bạch tuộc cái chết không lâu sau khi ổ trứng nở.
Bạch tuộc có đến 3 trái tim. Hai trái tim bơm máu xuyên qua hai mang trong khi trái tim thứ ba bơm máu đi khắp thân thể. Máu bạch tuộc chứa đựng protein giàu hemocyanin chuyên chở oxy. Ít hiệu quả hơn huyết cầu giàu sắt của nhóm động vật có xương sống, hemocyanin được hoà tan trong huyết tương thay vì trong những hồng cầu và tạo ra màu xanh cho máu. Bạch tuộc đưa nước vào các khoang rồi xuyên qua mang. Như những động vật thân mềm khác, bạch tuộc có những mang được chia ra và có những mạch máu quấn bên trong.

## Trí khôn
Bạch tuộc là động vật rất thông minh, có thể là thông minh hơn bất kỳ một động vật thân mềm nào. Trí thông minh và khả năng học hỏi của bạch tuộc vẫn còn đang được các nhà sinh vật học tranh cãi, các thí nghiệm về mê cung và cách giải quyết vấn đề đã chỉ ra rằng bạch tuộc có hệ thống trí nhớ, bao gồm cả trí nhớ ngắn hạn và dài hạn. Chúng ta vẫn chưa biết rõ được khả năng học hỏi đóng góp như thế nào vào hành vi của những con bạch tuộc trưởng thành. Bạch tuộc con hầu như không học hỏi gì từ hành vi của bố mẹ, và chúng cũng có rất ít những liên hệ với bố mẹ.
Bạch tuộc có một hệ thần kinh phức tạp. 2/3 nơron nằm trong những dây thần kinh ở các tua của nó. Các tua bạch tuộc có những phản xạ phức tạp với sự điều khiển của ít nhất ba cấp độ của hệ thần kinh. Một số con bạch tuộc, như bạch tuộc Mimic, chuyển động những xúc tu của nó như những loài sinh vật biển khác. Trong một số thí nghiệm, bạch tuộc có thể được huấn luyện phân biệt những mẫu và hình dạng khác nhau. Bạch tuộc cũng được nghiên cứu bằng cách dạy chúng chơi thảy vòng: những cái chai hoặc đồ chơi được ném đi trong phạm vi hồ cá và chúng sẽ tìm đem lại.
Bạch tuộc đôi khi phá vỡ bể của mình, nhảy qua cái khác để tìm thức ăn. Đôi khi chúng vào thuyền những người đánh cá, mở nắp và tìm cua để ăn. Ở một số nước, bạch tuộc nằm trong danh sách những động vật thực nghiệm mà giải phẫu có thể không được thực hiện nếu không có sự gây mê. Ở Anh, những loài động vật thân mềm như bạch tuộc cũng được coi trọng và bảo vệ bằng pháp luật như những loài động vật có xương sống khác. Đôi khi bạch tuộc có thể ăn tua của nó trong khi bị kích động. Tuy nhiên, các nghiên cứu cho thấy nguyên nhân của hành vi bất thường này có thể là do một loại virus nào đó tấn công hệ thần kinh. Như vậy hành vi này chính xác hơn là một sự mất trật tự thần kinh học.

## Tự vệ
Ba cơ chế phòng thủ tiêu biểu của bạch tuộc là phun mực, ngụy trang và tự tháo bỏ tua. Hầu hết loài bạch tuộc có thể phun ra một loại mực hơi đen và dày như một đám mây lớn để thoát khỏi kẻ thù. Thành phần chính của loại mực đó là melamin, nó cũng là hóa chất tạo nên màu tóc và da của con người. Loại mực này cũng làm át mùi giúp bạch tuộc dễ dàng lẩn trốn những loài thú ăn thịt khát máu như cá mập.
Bạch tuộc ngụy trang nhờ vào những tế bào da chuyên dụng có thể thay đổi màu, độ mờ và tính phản chiếu của biểu bì. Những tế bào sắc tố chứa đựng màu vàng, cam, đỏ, nâu, hay đen; một số loài có 3 màu, số khác có 2 hay 4. Những tế bào thay đổi màu khác cũng có thể được dùng để liên lạc hay cảnh báo những con bạch tuộc khác. Loài bạch tuộc xanh có độc sẽ trở thành màu vàng sáng khi bị khiêu khích.
Một số loài bạch tuộc có khả năng tách rời tua của nó khi bị tấn công giống như loài thằn lằn vậy. Những cái tua đã rời giúp đánh lạc hướng kẻ thù. Một số loài bạch tuộc, như bạch tuộc Mimic, có cách phòng vệ thứ tư. Chúng có thể biến đổi thân thể linh hoạt và màu sắc của mình giống những con vật nguy hiểm hơn như rắn biển hay lươn.

## Sinh sản
Khi giao cấu, bạch tuộc đực dùng một tua đưa những bào tinh vào trong thân bạch tuộc cái. Tua giao cấu, thường là tua thứ ba bên phải, sẽ tách khỏi bạch tuộc đực trong thời gian giao cấu. Những con đực chết trong vòng vài tháng sau khi giao cấu. Những con cái có thể giữ tinh dịch trong thân chúng cho đến khi trứng trưởng thành. Sau khi được thụ tinh, bạch tuộc cái đẻ khoảng 10.000 đến 70.000 trứng (số lượng này tùy thuộc vào mỗi loại và mỗi cá thể). Bạch tuộc mẹ chăm sóc dàn trứng, bảo vệ chúng khỏi những loài thú ăn thịt và thổi nước qua trứng để cung cấp oxy trong khoảng năm tháng (160 ngày) cho đến khi trứng nở . Bạch tuộc mẹ không ăn trong suốt thời gian trên. Sau khi trứng nở, bạch tuộc mẹ chết và những con bạch tuộc con còn là ấu trùng mất một thời gian trong đám sinh vật trôi nổi, chúng ăn cua bể và ấu trùng sao biển cho tới khi chúng đủ lớn và chìm xuống đáy đại dương. Ở một số nơi sâu hơn, bạch tuộc con không trải qua quá trình này. Đây là một khoảng thời gian nguy hiểm cho những con bạch tuộc con vì chúng có thể bị những sinh vật khác ăn động vật trôi nổi tấn công.

## Giác quan
Bạch tuộc có thị lực rất tốt. Đặc biệt là mắt bạch tuộc không cần dùng để phân biệt màu sắc dù chúng có khả năng đó. Gắn liền với não là hai cơ quan đặc biệt gọi là những túi thăng bằng, chúng giúp loài bạch tuộc định hướng thân thể nó lúc nào cũng nằm ngang.
Bạch tuộc cũng có một xúc giác tuyệt vời. Những giác hút của bạch tuộc có những thụ quan rất nhạy. Tuy nhiên, chúng có cảm giác bản thể rất yếu. Chúng không thể xác định vị trí thân thể hay các tua của mình. (Điều này không có nghĩa là chúng không có khả năng xử lý một lượng thông tin lớn; những tua của chúng còn nhạy hơn cả các chi của động vật có xương sống.) Tóm lại, bạch tuộc không sở hữu sự nhận thức cảm giác lập thể, có nghĩa là nó chỉ có thể cảm nhận được sự biến đổi của sự vật nhưng không thể tập hợp lại thành một hình thể hoàn chỉnh.

## Di chuyển
Bạch tuộc di chuyển bằng cách bò hoặc bơi. Nhưng cách di chuyển chính của chúng là bò, thỉnh thoảng mới bơi. Chúng chỉ di chuyển nhanh khi đói hoặc bị đe dọa, khi đó bạch tuộc lợi dụng sức đẩy của phản lực. Lượng oxy trong máu bạch tuộc chỉ khoảng 4% nên sức chịu đựng của chúng khá kém. Bạch tuộc có thể bò như đi trên những cái tua. Năm 2005, các nghiên cứu cho biết một số loài bạch tuộc có thể di chuyển bằng hai tua trong nước nhanh như di chuyển trên đám tảo biển. Chúng bơi bằng cách hút nước vào và đẩy ra tạo ra lực.

## Với con người
Con người thường bắt bạch tuộc để làm thức ăn, đôi khi họ giữ chúng trong bể để làm vật nuôi.

### Làm thức ăn
Nhiều nơi trên thế giới bắt bạch tuộc để ăn. Tua và các bộ phận khác được chế biến theo nhiều cách, thường là tùy thuộc vào mỗi loại bạch tuộc. Bạch tuộc còn là một thực phẩm phổ biến đối với đầu bếp Nhật, giống như sushi, takoyaki và akashiyaki. Một số loài bạch tuộc còn được dùng để ăn sống và làm thực phẩm bồi bổ sức khỏe (hầu hết ở Hàn Quốc).

### Làm vật nuôi
Bạch tuộc khó có thể bị giam cầm, nhưng một số người vẫn giữ chúng làm vật nuôi. Bạch tuộc thường có thể thoát khỏi các bể giam nó. Một con bạch tuộc nhỏ hay trưởng thành tùy thuộc vào giống loài của nó. Chọn một trong những loài bạch tuộc nổi tiếng, như loài bạch tuộc hai đốm California, một con bạch tuộc nhỏ cỡ một trái bóng tennis có thể đã trải qua đầy đủ vòng đời của nó. Kích thước của bạch tuộc có thể rất lớn. Những con bạch tuộc bị nhốt có khả năng mở nắp bể của mình và sống ngoài không khí trong một khoảng thời gian. Chúng còn có thể bắt và giết một số loại cá mập.

### Trong văn hóa
Hình tượng con bạch tuộc cũng phổ biến trong văn hóa và được khuôn mẫu như những sinh vật khổng lồ trồi lên từ đáy đại dương để ăn thịt người tấn công và phá hủy tàu bè. Trong tiểu tuyết Con bạch tuộc (La Piovra), hình tượng này ám chỉ những băng nhóm tội phạm Mafia vươn cái vòi bạch tuộc đi khắp nơi. Mụ phù thủy Ursula trong tiểu thuyết Nàng tiên cá có hình dạng phần thân dưới là con bạch tuộc. Hình tượng con bạch thuộc là quái vật truyền cảm hứng cho nhân vật Cthulhu là quái vật vũ trụ được thiết kế nguyên mẫu của con bạch tuộc với vô vàn những cái xúc tu.

## Phân loại

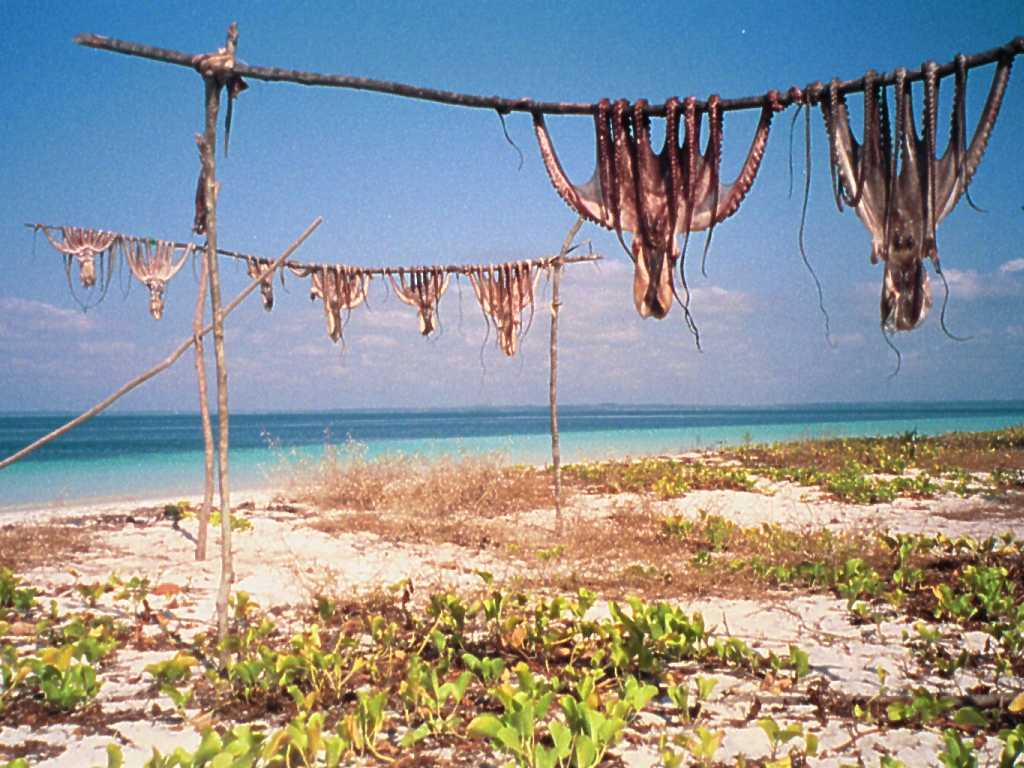
Những con bạch tuộc được phơi dưới nắng